# Jiří Malášek
Jiří Malášek (* 1. srpna 1938, Olomouc) je český exilový rozhlasový novinář a manažer.

## Život
Narodil se v Olomouci, kde byl jeho otec profesorem matematiky na církevním gymnáziu. V roce 1941 se rodina přestěhovala do Brna, po válce v roce 1947 pak do Prahy, kde jeho otec začal pracovat na ministerstvu školství. Po únoru 1948 byl ale zatčen a odsouzen na doživotí za velezradu. Po základní škole se Jiří Malášek v roce 1955 vyučil nástrojařem, další čtyři roky studoval Vyšší průmyslovou školu strojnickou. Po maturitě narukoval na základní vojenskou službu. Po ní pracoval jako pomocný dělník a poté konstruktér. V roce 1964 spolu s manželkou emigrovali do Rakouska. Následující rok se stal zaměstnancem československého oddělení Rádia Svobodná Evropa v Mnichově, konkrétně v redakci zpravodajství. Působil zde do roku 1994. Po roce 1968 působil v Mezinárodní katolické federaci tělesné a sportovní výchovy (FICEP) jako zástupce exilového Orla.
V letech 1981 až 1989 byl členem redakčního kruhu exilového časopisu pro českou národní a duchovní obnovu Nové obzory.
Po skončení práce ve Svobodné Evropě přivedl na jižní Moravě několik zahraničních investorů z Německa a Švédska. V roce 1995 se podílel na založení výrobní společnosti Gemi, Westfalia, Linden v Hustopečích a firmy Cromtryck v Hrušovanech u Brna.
V roce 2006 se stal laureátem Ceny Jihomoravského kraje jako „osobnost, jejíž život a jednání výrazným způsobem reprezentuje Jihomoravský kraj a přispívá k jeho věhlasu a dobrému jménu.